# Noe Žordanija
Noe Žordanija (gruzínsky ნოე ჟორდანია; * 2.jul./ 14. ledna 1868greg. v Lančchuti, západní Gruzie – †11. ledna 1953 v Paříži) byl gruzínský novinář a politik. V době carského Ruska sehrál důležitou roli při formování sociálně demokratických revolučních hnutí a po vyhlášení nezávislosti Gruzie stál od 24. června 1918 do 24. března 1921 v čele gruzínské vlády. Když Rudá armáda dobyla Gruzii, Žordanija byl nucen emigrovat do Francie, kde se postavil do čela exilové vlády a vykonával tuto funkci až do své smrti.

## Carské Rusko
Noe Žordanija se narodil dne 14. ledna 1868 v Lančchuti v kraji Guria v západní Gruzii, tehdy v Kutaiském guberniu. Jeho otec byl velkostatkář původem ze zchudlé šlechtické rodiny. Žordanija vystudoval teologický seminář v Tbilisi a obor veterinář ve Varšavě. Když se vrátil z Varšavy zpět do Gruzie, začal propagovat mezi dělníky v Tbilisi ideály Marxismu a v devadesátých letech 19. století se postavil do čela první povolené marxistické organizace Mesame Dasi (česky: Třetí skupina). V roce 1894 byl ale vyšetřován ruskými úřady pro jeho styky s ilegální organizací „Liga Svobody Gruzie“. Po ukončení procesu několik let cestoval po Evropě. V roce 1897 se vrátil zpět do vlasti a přijal místo redaktora tbiliských novin Kvali.
V roce 1903 byl nominován Kavkazskou unií sociálně demokratických stran na pozici delegáta druhého sjezdu Ruské sociálně demokratické dělnické strany (RSDDS), kde se přidal k menševické frakci. V roce 1905 se stal vůdcem menševiků v Gruzii a v Tbilisi vydával noviny Social-Demokratia, kde ostře napadal bolševickou frakci RSDDS. Od bolševiků také sklízel ostrou kritiku, nejčastěji od Gruzínce Alexandra Culukidze. Během Ruské revoluce v roce 1905 odsuzoval násilný průběh ze strany protestujících a prosazoval vznik čistě dělnické politické strany. Na čtvrtém sjezdu RSDDS v roce 1906 prosazoval myšlenku přerozdělení půdy a byl zvolen jako poslanec do právě založené ruské Státní dumy za Tbiliské gubernium, kde se stal mluvčím Sociálně demokratické parlamentní frakce. Na pátém sjezdu RSDDS roku 1907 byl Žordanija jmenován členem ústředního výboru strany a podepsal „Viborskou deklaraci“, která protestovala proti rozpuštění Státní dumy v prosinci 1907. Za to pak byl na tři měsíce uvězněn. V roce 1912 odstoupil z funkcí v Ústředním výboru RSDDS a přestěhoval se do Baku, kde vydával menševické noviny Naše Slovo.

## Revoluce a nezávislost
Během Únorové revoluce v roce 1917 se dostal do čela tbiliského sovětu a v březnu 1917 byl zvolen komisařem výkonného výboru tbiliského sovětu. V srpnu téhož roku pak byl zvolen opět do Ústředního výboru RSDDS. 3. září téhož roku se uskutečnila schůze tbiliského sovětu a Žordanija pronesl projev, ve kterém vyzýval dělnictvo, aby nepodlehlo bolševickým tendencím a místo toho podpořilo vytvoření nezávislé parlamentní republiky. V říjnu 1917 se krátce přidal k tzv. „Všeruskému parlamentu“, ale znechucen místními poměry se rozhodl vrátit do Gruzie. 26. listopadu se stal předsedou Prezidia Národní Rady Gruzie a sehrál značnou roli při upevňování vlivu menševiků na úkor bolševiků na dění v Gruzii. V důsledku Velké říjnové revoluce dlouho váhal, jak se má k nastalé politické situaci postavit, ale v květnu 1918 se rozhodl odštěpit se definitivně od bolševického Ruska. Nejprve vznikla nakrátko Zakavkazská federativní republika, ale Žordanija pak inicioval schůzi parlamentu Gruzie, která vyhlásila nezávislost Gruzínské demokratické republiky. 24. června 1918 byl zvolen předsedou vlády Gruzie.
Během své vlády provedl úspěšně pozemkovou reformu a věnoval se vytvoření sociální a politické legislativy. Dalším jeho úspěchem byla jeho zahraniční politika, protože se mu povedlo navázat diplomatické styky po světě a tím získal pro Gruzii mezinárodní uznání nezávislosti, dokonce i ze strany sovětského Ruska. Kromě toho, že jeho vláda měla podporu především u rolnického obyvatelstva, se podařilo prostřednictvím kombinace socialismu, demokracie a nacionalismu získat si náklonnost i střední třídy, gruzínské inteligence a šlechty, takže prakticky nic nestálo Gruzíncům v cestě stát se moderním vyspělým národem. Nicméně invaze Rudé armády v únoru a březnu 1921 způsobila zhroucení Gruzínské republiky a zastavení slibného rozvoje. Žordanija a většina jeho přátel z politiky i mimo ni musel emigrovat.

## Exil ve Francii
Žordanija se se všemi uprchlíky usadil ve Francii, kde vedl svou exilovou vládu a až do konce svého života v roce 1953 se pokoušel přimět svět k jednání proti okupaci Gruzie sovětskou armádou a hledal zahraniční podporu gruzínské nezávislosti.
V roce 1923 žádal o podporu vládu USA: V dvacátém století, před zraky civilizovaného světa, apeluji na svědomí civilizovaných národů a všech čestných lidí, aby odsoudili perzekuci malých národů a zločince inspirující se a uskutečňující takovéto barbarské činy - vládu Bolševiků. Také ke svému projevu připojil, že ČEKA popravila bez soudu stovky lidí, včetně žen a dětí, ve většině případu z třídy gruzínské inteligence.
Noe Žordanja zemřel 11. ledna 1953 ve věku 85 let v Leuville-sur-Orge, kde je také pohřben.

## Knihy
- Noi Nikolaevich Zhordania, My Life, The Hoover Institution on War, Revolution and Peace, Stanford, California, 1968, ISBN 0-8179-4031-6